# Leucodrilus robustus
Leucodrilus robustus är en ringmaskart som beskrevs av Lee 1959. Leucodrilus robustus ingår i släktet Leucodrilus och familjen Acanthodrilidae. Inga underarter finns listade i Catalogue of Life.